# Saint-Elme Gautier
Saint-Elme Gautier, né François-Louis Saint-Elme Gautier à La Rochelle le 16 janvier 1849 et mort le 23 mai 1903 à Paris, est un peintre, dessinateur, graveur et illustrateur français.
Il signe parfois « Gautier St Elme ».

## Biographie
Élève de Jean-Léon Gérôme à l'École des beaux-arts de Paris, Saint-Elme Gautier expose des œuvres orientalistes au Salon entre 1870 et 1876, après un voyage en Égypte d'où il rapporta, vers 1868, des croquis et des photographies.
Henri Beraldi le signale comme graveur à l'eau-forte, notamment pour Gustave Moreau (Léda). Ses dessins ont été parfois gravés par Charles Balaire.
Illustrateur de livres, Saint-Elme Gautier fut également dessinateur de presse, entre autres pour Le Figaro illustré, Le Journal illustré, L'Art ornemental.

## Œuvres

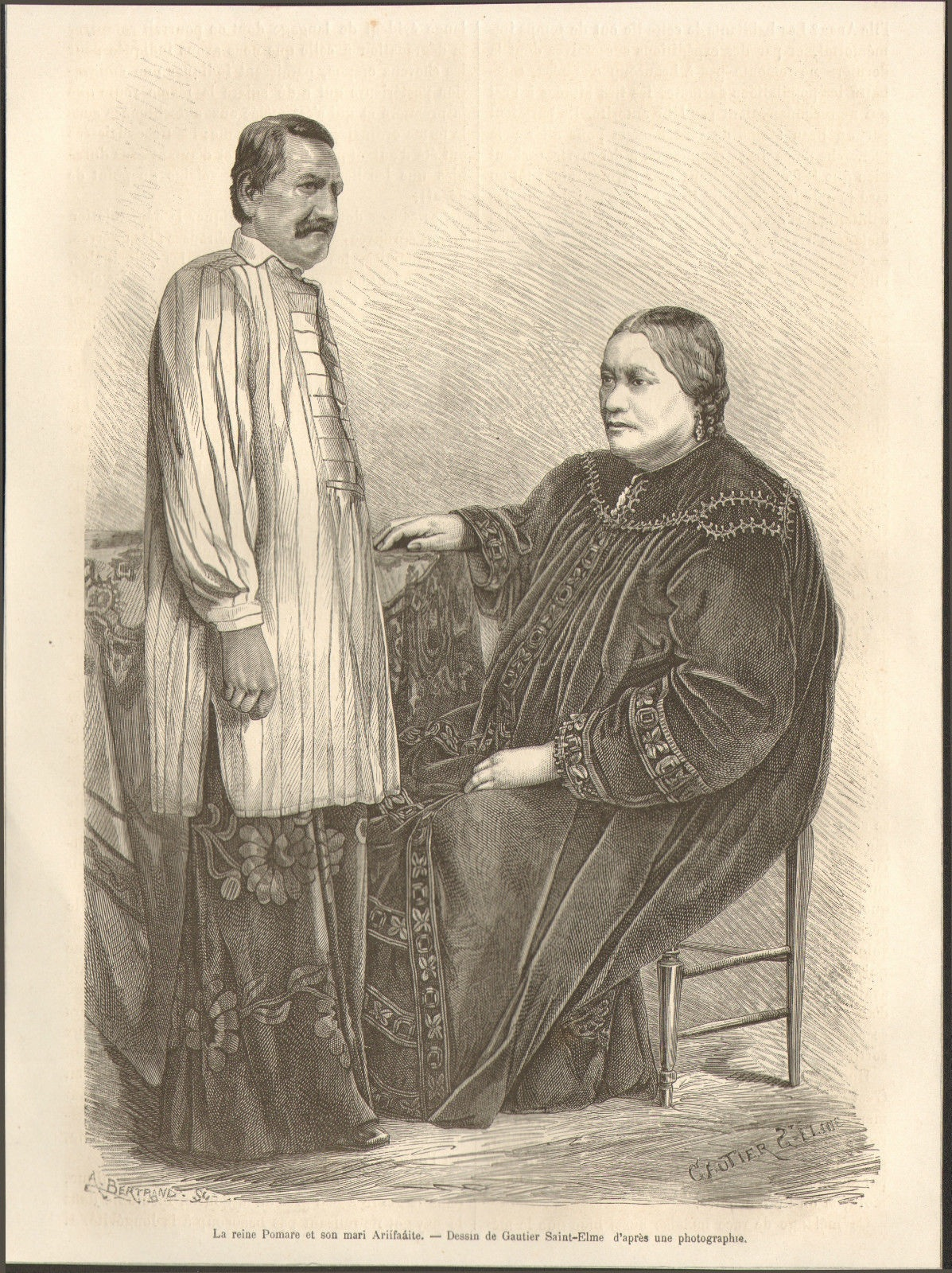
La reine Pomare et son mari Ariifaàite (1876).

### Estampes
- Merry Wives of Windsor, vers 1870, 18 × 10 cm[4].

### Ouvrages illustrés

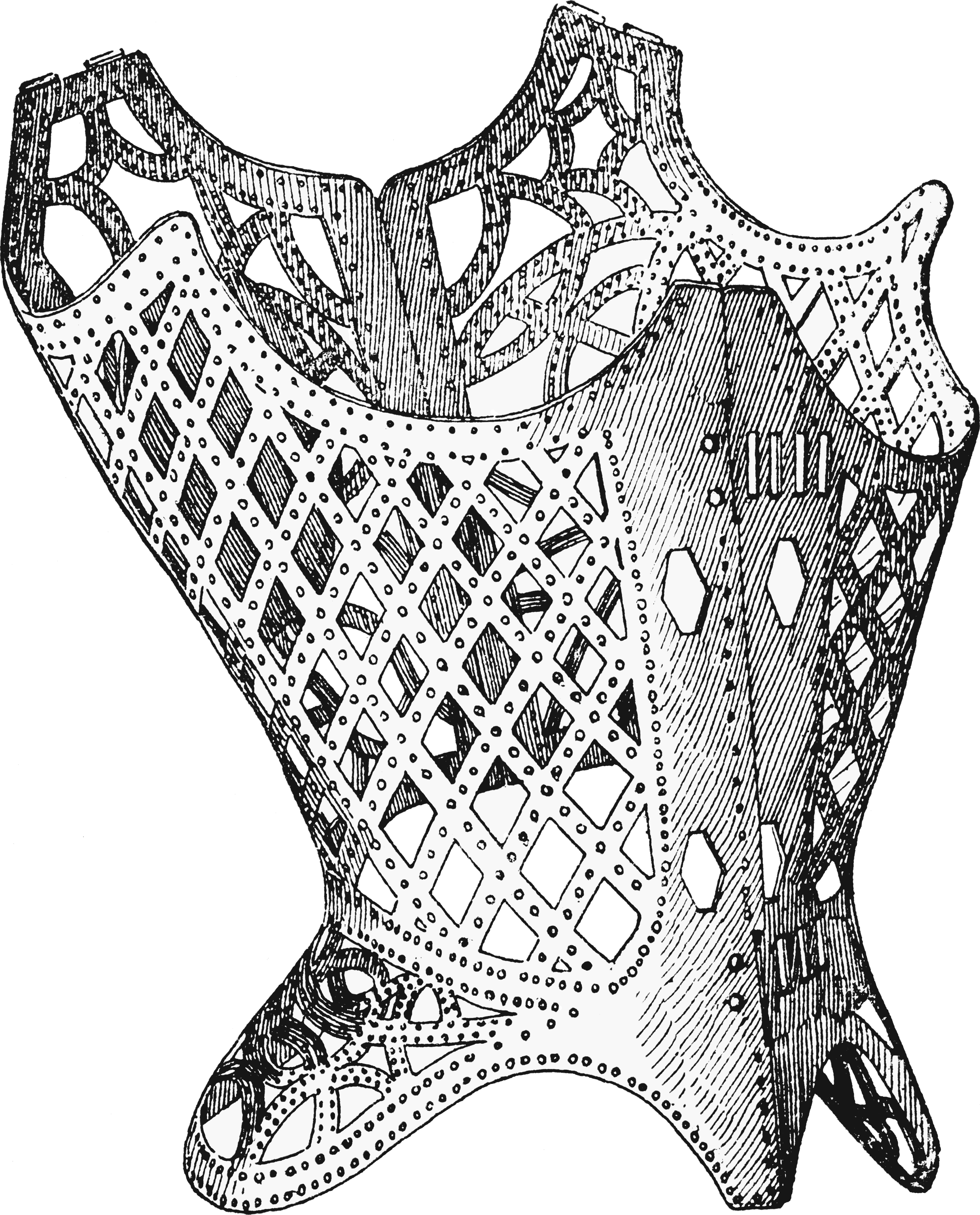
Fig. 12. — Corset de fer XVIe siècle, pour Le Corset à travers les âges (1893).

- Jurien de La Gravière, Voyage de la corvette La Bayonnaise dans les mers de Chine, Henri Plon, 1872.
- Voyage autour du monde, comte Ludovic de Beauvoir, Plon, 1872

- Denis Diderot, Le Neveu de Rameau, préface et notes par Gustave Isambert, portrait et deux eaux-fortes par Saint-Elme Gautier, Paris, A. Quantin, 1883.
- Jules Gros, Voyages, aventures et captivité de J. Bonnat chez les Achantis, Paris, Plon-Nourrit, 1884.
- Jenny de Tallenay, Souvenirs de Venezuela. Notes de voyage, Paris, Plon Nourrit, 1884.
- Denis de Rivoyre, Les Vrais Arabes et leur pays. Bagdad et les villes ignorées de l'Euphrate, Paris, Plon-Nourrit, 1884.
- Claude Vento [Alice de Laincel], Les Grandes Dames d'aujourd'hui, Paris, E. Dentu, 1886.
- Eugène Fontenay, Les Bijoux anciens et modernes, préface de Victor Champier, illustré de 700 dessins inédits, Paris, A. Quantin, 1887.
- Ernest Leoty, Le Corset à travers les âges, Paris, Paul Ollendorff, 1893. (lire sur Wikisource).
- Montaillé [pseud. ?], Le Costume féminin de l'époque gauloise jusqu'à nos jours, Paris, G. de Malherbe, 1894  - sur Gallica.
- Catalogue des bronzes antiques de la Bibliothèque nationale par Ernest Babelon et Jules Adrien Blanchet, illustré de 1100 dessins, Ernest Leroux, 1895.
- E. Duplessy, Paris religieux. Guide artistique, historique et pratique dans les églises, chapelles, pèlerinages et œuvres de Paris, Paris, A. Roger et F. Chernoviz, 1900.